# 亨麗埃特·雷克

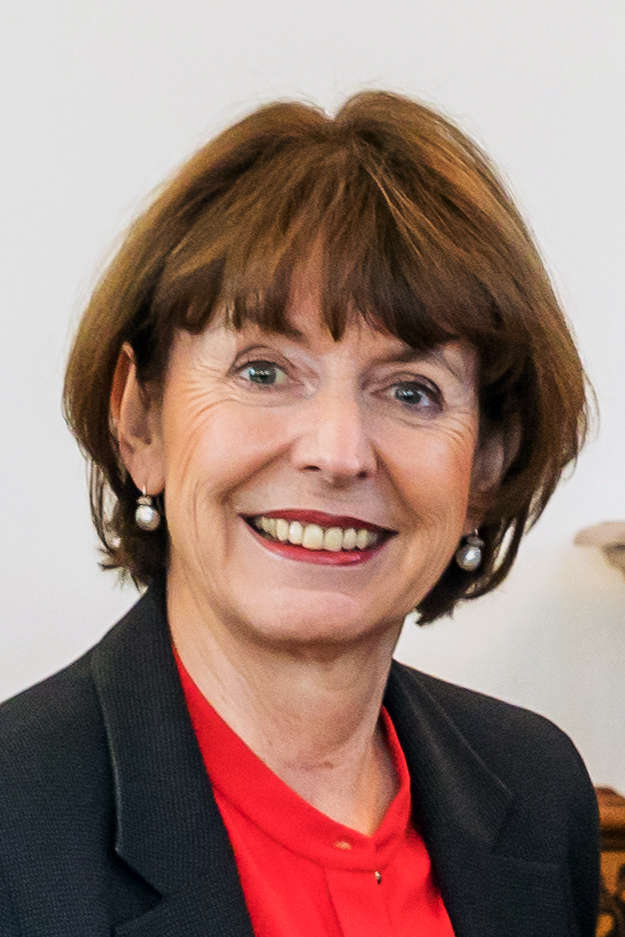
雷克在一個慈善活動上

亨麗埃特·雷克（德語：Henriette Reker，1956年12月9日—），漢名何珂，德國獨立政治人物、律師，現任科隆市長。
亨麗埃特·雷克出生於西德科隆，早年就讀科隆大學、雷根斯堡大學以及哥廷根大學，畢業後於明斯特地方法院任職。她因其支持移民的立場而聞名，2015年曾經因此被暗殺未遂。攻擊事件發生第二天，雷克以52.66%的選票當選科隆市長。她是科隆史上第一位當選的女市長。雷克於2020年再次連任。